# Benedetto Nucci

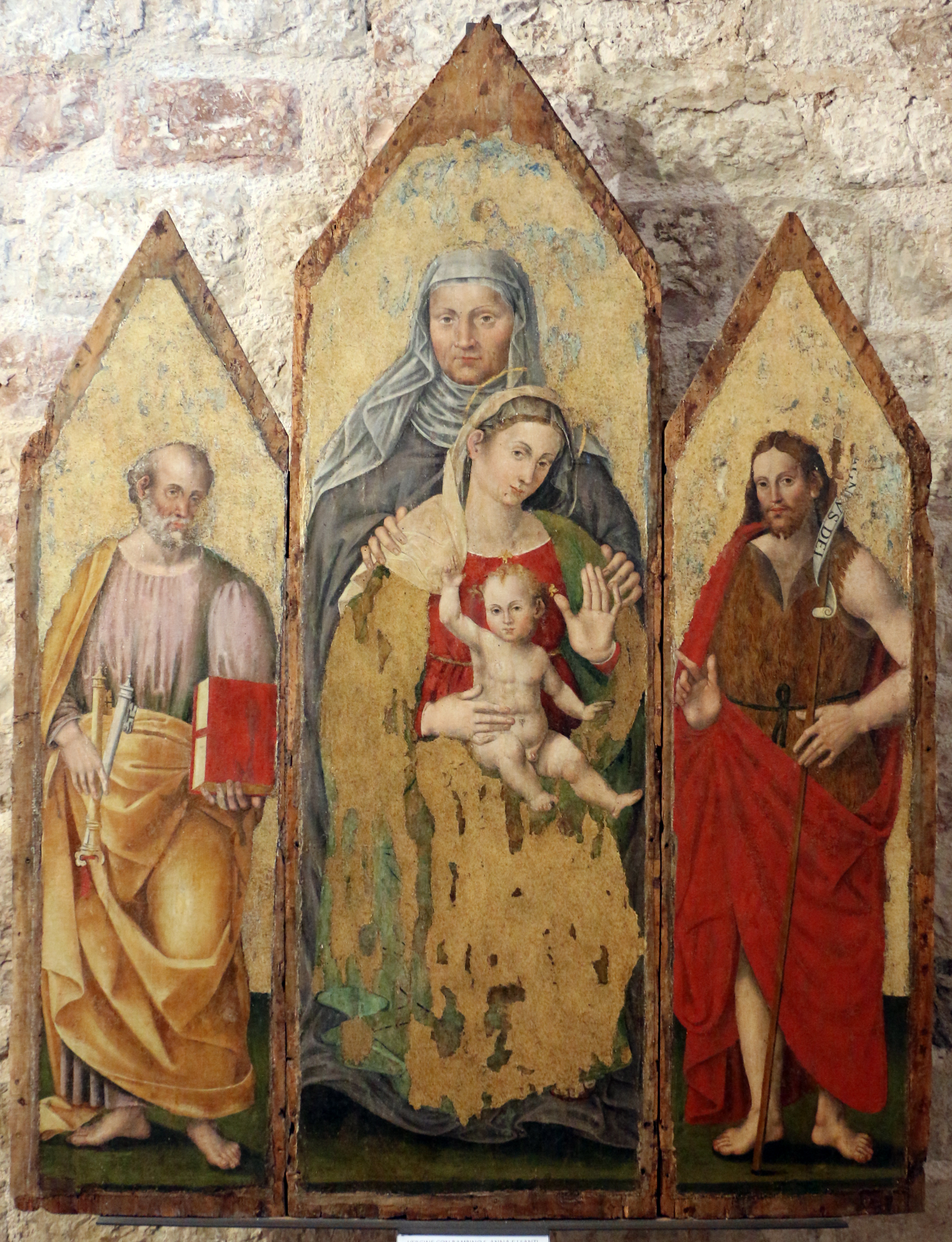
Trittico di Baccaresca (1565 ca.), Gubbio, Museo Diocesano

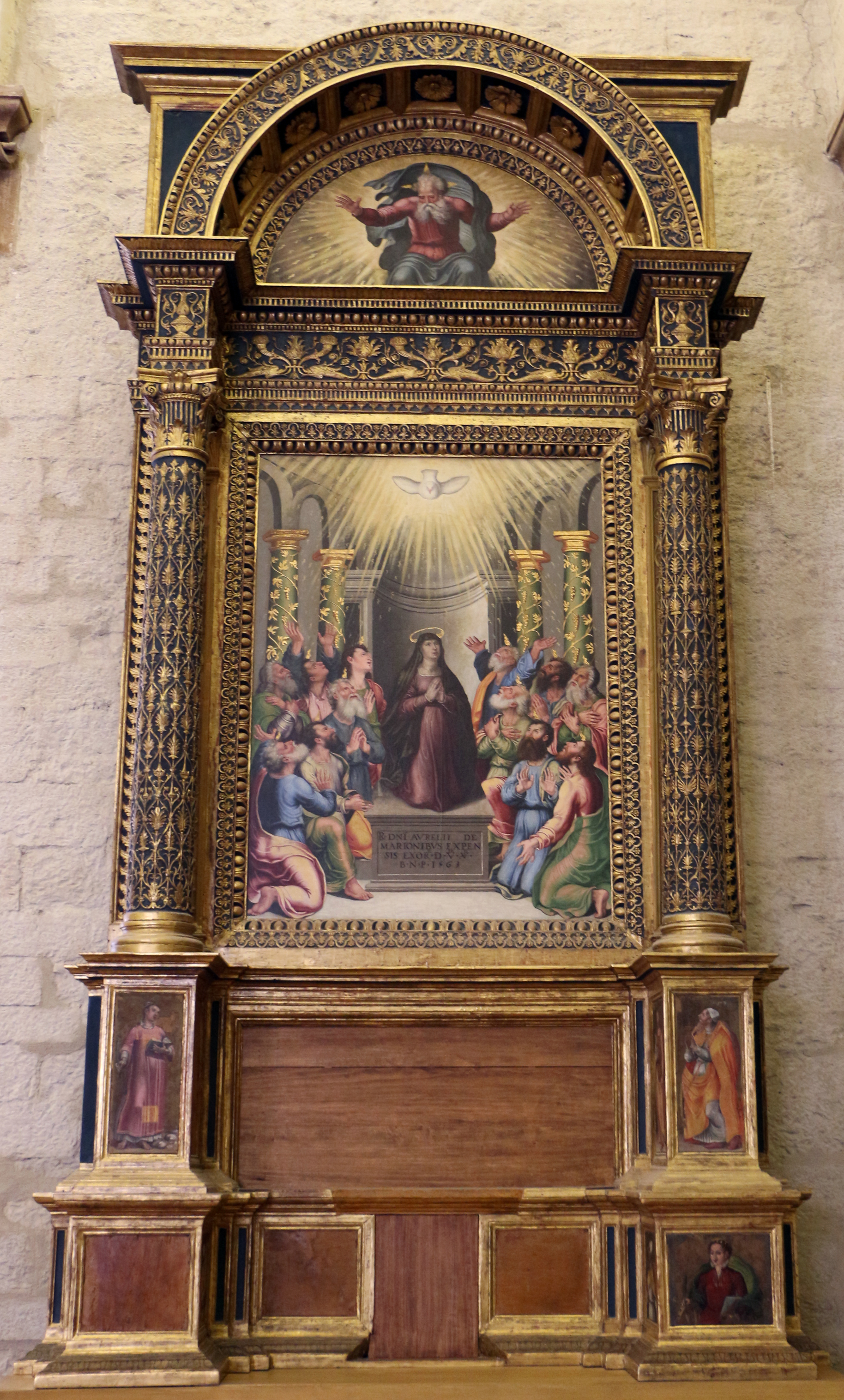
Pentecoste (1563), Gubbio, Museo Civico

Benedetto Nucci (Cagli, 1515 – 1596) è stato un pittore italiano del tardo Rinascimento e del manierismo.

## Biografia
Fu allievo di Pietro Paolo Baldinacci a Gubbio, nello Stato Pontificio, oggi in Umbria. In seguito a metà degli anni trenta, continuò l'apprendistato a Fano presso la bottega di Giuliano Presciutti.  Sposò la figlia del suo primo maestro, Orsolina, nel 1549.  Non fu allievo di Raffaellino del Colle, come riportato, ma venne fortemente influenzato da Raffaello.
Tra i suoi allievi vi furono suo figlio (o suo fratello)  Virgilio (allievo a Roma di Daniele da Volterra, e morto a Gubbio nel 1621), Mario Marioni, Giovanni Maria Baldassini (attivo 1540-1601), Bernardino Brozzi (1555-1617) e uno dei più importanti pittori di Gubbio, Felice Damiani.
Dipinse diverse opere, principalmente per istituzioni religiose nel nord dell'Umbria. Tra queste, una Madonna con Bambino e Santi (1570) per il Duomo di Gubbio, e un trittico raffigurante la Madonna con Bambino Sant'Anna, San Pietro e San Giovanni Battista ( Trittico di Baccaresca, 1565 ca., Gubbio, Museo Diocesano). Quest'ultima opera fu commissionata da Gabriele, Filippo e Antonio Gabrielli per la chiesa del loro castello di Baccaresca, vicino a Gubbio.